# 3035 Чемберс
3035 Чемберс (3035 Chambers) — астероїд головного поясу, відкритий 7 березня 1924 року.
Тіссеранів параметр щодо Юпітера — 3,385.